# 北陸鉄道6010系電車
北陸鉄道6010系電車（ほくりくてつどう6010けいでんしゃ）は、かつて北陸鉄道（北鉄）に在籍していた電車。加南線向けに導入されたアルミ合金製車両であり、そのアルミ車体の色と、加南線終点に所在する山中温泉は鎌倉武士が痛めた足を流水で癒している白鷺を見て発見されたという伝説から、「しらさぎ」の愛称を与えられた。
加南線の廃止後、本系列は後年大井川鐵道に譲渡され、同社6010系として2002年（平成14年）まで使用された。

## 概要
当時乗客数が増加傾向を示しつつあった加南線において、山中温泉への行楽客を対象とする同線唯一のクロスシート車であったモハ5000形の後継を目的として、1962年（昭和37年）に同線へ導入された6000系（クモハ6001+クハ6051）「くたに」の増備車として計画され、翌1963年（昭和38年）にクモハ6000形 クモハ6011+クハ6050形 クハ6061の2両1編成が名古屋の日本車輌製造本店で製造された。

## 車体
扉間に転換クロスシートを並べた18 m級2扉セミクロスシート車という車体の基本レイアウトは6000系に準ずる。
ただし、北陸鉄道初のカルダン駆動車となった同系と異なり、予算節減を目的に元伊那電気鉄道の旧型車から台車、電装品および空制機器等を流用しており、それらの流用機器の仕様から6000系と同仕様の鋼製車体では重量過大とされたため、収容力と走行性能を両立すべく新開発の、日本の高速電車では2番目となるアルミ合金製軽量車体が採用された。
またデザイン面では、6000系においては前面両脇の小窓として後退角の付いた平面ガラスが外板より一段奥へ引き込んで取り付けてあったのに対し、前面ガラスに合わせて緩く後退角の付いた曲面ガラスに変更されるなど、前面の構造・形状が微妙に異なっており、どちらかと言えば精悍な印象であった「くたに」とは対照的な造形となった。
また、窓割りも客用扉幅の拡大やその吹き寄せ部寸法の変更などにより連結面の窓1枚が減ってd21D2222D112（d: 乗務員扉・D; 客用扉）からd21D2222D12に変更され、連結面寄り客用扉の位置が若干連結面寄りに移動しており、こちらも6000系とは微妙に異なったレイアウトとなっている。

### アルミ合金製軽量車体
本系列の計画段階では、日本では鉄道車両向け軽合金製車体の研究は黎明期にあり、本格的な高速電気鉄道用旅客車としてはようやく1962年に西ドイツのWMD社と提携した川崎車両（現・川崎重工業車両カンパニー）が、日本の全アルミ合金製車両の初号車として、山陽電鉄向けに2000系3両1編成を納入したばかりであった。
このような状況下で、本系列の製造を担当した日本車輌製造本店は独自の道を模索し、車体はA6063アルミニウム合金の押出形材を台枠・柱・長桁などに使用し、これらを溶接して組み上げた骨格に、表面をアルマイト処理した短冊状の波形押出形材を外板として使用するという独特の工法を開発しており、本系列はその初の実用化例となった。
この工法は製造に非常に手間がかかるためか後続が現れず本系列限りとなったが、軽合金を構造材として使用したことによる軽量化の恩恵は絶大であり、ここで得られた貴重な知見と実績はその後日本車輌製造が国鉄301系電車の担当メーカーとして川崎車輌とともに指名されるきっかけともなった。
事実、機器による重量差の出にくいクハは本系列のクハ6061の方が6000系のクハ6051よりも自重が2 t軽量化されていた。これは、装着する台車がプレス材溶接組み立てによる軽量構造の日本車輛製造ND-109Aであったクハ6051に対し、クハ6061が後述するように重い形鋼組み立て式釣り合い梁台車である日本車輛製造製D-16を装着していたことを考慮すると、車体重量については差が更に拡大する。クハ6061の装着台車であるD-16自体は心皿荷重上限16 t級で他社では普通鋼製の18 m車に装着されていた機種であるが、こうした車体の軽量化により1ランク下の15 m級車から流用した旧型台車や低出力な主電動機を使用しつつ、脆弱な軌道条件の線区で使用可能な18 m級車を実現する、という当初の設計目標は見事に果たされていたことになる。

## 主要機器
上述のとおり、本系列は製造費節減のため、元伊那電気鉄道の旧型車の機器が流用された。
主電動機は吊り掛け式の芝浦製作所SE-102、歯数比は3.42で、これをクモハが装着するイコライザー式台車の住友金属工業製KS-30L (SH-11) に装架した。
これに対し、クハは日本車輌製造製D-16を装着しており、2両で台車形状が異なっていた。いずれの台車も平軸受のままであり、近代的な車体とは非常にアンバランスであった。
空制系はA動作弁を用いたAMA自動空気ブレーキ方式を採用しており、従来通り車体裝架式のブレーキシリンダよりブレーキロッドを介して台車の両抱き式ブレーキを駆動した。
なお、主制御装置のみは新製され、日本車輌製造製NCA-754L-TCW電動カム軸式制御器を搭載した。

## 運用

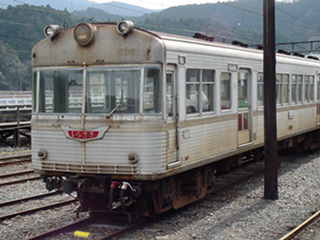
大井川鉄道6010系クハ6061
（大井川本線千頭駅構内・2003年1月撮影）

本系列は姉妹形式である6000系とともに、加南線の代表形式として運行された。しかし、モータリゼーションの急速な進行に加え、国鉄の特急停車駅から大聖寺駅が外されたことで、同駅を起点としていた山中線は大きな打撃を受けたため、同線を含む加南線は1971年（昭和46年）7月11日に全線廃止となった。
これに伴い余剰となった本系列は、車両限界の制約などから北陸鉄道の他線への転用が困難であったため、廃線に先立って北陸鉄道と同じ名鉄の資本系列下にある大井川鉄道（現・大井川鐵道）へ譲渡された6000系の後を追う形で、同年10月に同社へ譲渡されることになった。

### 大井川鐡道6010系電車
大井川鐵道では1971年11月13日付で竣工し、クモハ6011がモハ6011に改称されたほかは北陸鉄道時代と変わらず、愛称・塗色もそのままで大井川本線で運行された。
加南線は直流600 V、大井川鉄道は直流1,500 Vと架線電圧が異なっていたため、同様の問題からトレーラー化された6000系と同じく、本系列も入線当初は非電装のトレーラーとして使用され、モハ308（元南武鉄道モハ150形モハ153→国鉄モハ2000形モハ2002）に牽引されていた。その後、1972年（昭和47年）3月に主電動機の小改造や主制御器の換装が施工され、単独走行が可能となった。
この結果、アルミ車体ゆえに塗装が不要で機器も単純な本系列は、保守が容易なことに加えて最小運行単位が2両編成であることから重宝された。1984年（昭和59年）12月の大井川本線ワンマン化に際しては、整理券発行器、料金表、運賃箱等が設置された。また、クハの連結面側に飲料水の自動販売機が設置された（設置時期不明）。姉妹車である6000系が諸問題からワンマン運転に対応できず敬遠され、1996年（平成8年）に一足先に廃車となった後も、本形式は1990年代末になって南海・近鉄・京阪の関西私鉄3社から車両を譲受するようになるまで、実に20年近くにわたって大井川本線の主力車両として運用された。その間、主要機器を名鉄AL車の廃車発生品に換装し、また前照灯が従来の白熱灯1灯のみでは照度不足であったため、1990年代中盤に中央の前照灯を挟む形でシールドビームを左右に各1灯ずつ増設する工事を実施している。なお、増設後は従来の前照灯は使用停止となった。
もっとも、その最末期は主要機器の急激な老朽化と保守部品の入手難が重なってほとんど稼働しておらず、一度は幸いした旧型車の機器流用車であることが、最終的に本系列の寿命を決定する結果となった。2002年10月18日付で廃車となり、その後は千頭駅構内に留置されていた。

## 保存
処分保留のまま長らく千頭駅構内に留置されていた本系列であったが、2005年（平成17年）に本系列ゆかりの地である石川県江沼郡山中町（現・加賀市）での保存が決定した。これは同年、市町村合併（平成の大合併）に伴い消滅することが決定していた山中町より「地元の記念品として町内に展示保存したい」との申し入れがあり、それを快諾した大井川鐵道が本系列を同町へ無償譲渡したものであった。同年8月に国道364号線沿いの「道の駅山中温泉 ゆけむり健康村」へ搬入され、同所で静態保存されている。搬入後、順次北陸鉄道時代の姿への復元が行われ、当初は存置されていた大井川鉄道時代に追加されたサボ受けや増設された前照灯などが撤去された。現在では側面窓下の北鉄の社章も復元されてより原形に近い外観となっているが、内外装の一部に運賃表やドア案内標、スイスのブリエンツ・ロートホルン鉄道との姉妹鉄道提携の案内など、大井川鉄道時代の装備を残している。
| 静態保存された「しらさぎ」クハ6061と案内板（2008年8月）  |  | クモハ6011の外観と車内（補助前照灯撤去後・2012年7月）  |
| 静態保存された「しらさぎ」クハ6061と案内板 （2008年8月） |  | クモハ6011の外観と車内 （補助前照灯撤去後・2012年7月） |